# Castalius adoniram
Castalius adoniram är en fjärilsart som beskrevs av Hans Fruhstorfer 1922. Castalius adoniram ingår i släktet Castalius och familjen juvelvingar. Inga underarter finns listade i Catalogue of Life.